# Working Title Films
Working Title Films (oder auch nur Working Title oder WTF) ist eine britische Filmproduktionsgesellschaft. Sie wurde 1983 von Tim Bevan und Sarah Radclyffe gegründet. Seit dem Ausstieg von Radclyffe im Jahr 1992 wird sie von Bevan und Eric Fellner geleitet. WTF arbeitet hauptsächlich mit Universal Pictures und Studiocanal zusammen.
Die Filme von Working Title haben bisher insgesamt 14 Academy Awards erhalten können. Damit gehört Working Title Films zu den erfolgreichsten Filmproduktionsfirmen der Welt. Wichtige Autoren sind Richard Curtis sowie Ethan und Joel Coen.

## Produktionen (Auswahl)
- 1993: Romeo Is Bleeding
- 1994: Vier Hochzeiten und ein Todesfall
- 1995: Dead Man Walking
- 1995: French Kiss
- 1996: Fargo
- 1998: Elizabeth
- 1997: Bean – Der ultimative Katastrophenfilm
- 1998: The Big Lebowski
- 1999: Notting Hill
- 2000: In stürmischen Zeiten
- 2000: High Fidelity
- 2000: Billy Elliot
- 2001: Bridget Jones – Schokolade zum Frühstück
- 2002: Ali G in da House
- 2002: About a Boy oder: Der Tag der toten Ente
- 2002: 40 Tage und 40 Nächte
- 2003: Tatsächlich… Liebe
- 2003: Johnny English
- 2004: Bridget Jones – Am Rande des Wahnsinns
- 2004: Shaun of the Dead
- 2004: The Calcium Kid
- 2005: Stolz und Vorurteil
- 2005: Die Dolmetscherin
- 2006: Catch a Fire
- 2007: Mr. Bean macht Ferien
- 2007: Smokin’ Aces
- 2008: Elizabeth – Das goldene Königreich
- 2010: Green Zone
- 2011: Paul – Ein Alien auf der Flucht
- 2012: Anna Karenina
- 2013: Alles eine Frage der Zeit
- 2015: London Spy (Fernsehserie)
- 2015: The Danish Girl
- 2016: Hail, Caesar!
- 2016: Bridget Jones’s Baby
- 2017: Baby Driver
- 2018: Die dunkelste Stunde
- 2022: What’s Love Got to Do with It?
- 2022: Ticket ins Paradies (Ticket to Paradise)
- 2025: Bridget Jones – Verrückt nach ihm (Bridget Jones: Mad About the Boy)